# 하리스 하르바
하리스 하르바(세르보크로아트어: Haris Harba, 1988년 7월 14일 ~ )는 보스니아 헤르체고비나의 축구 선수로 포지션은 공격수이다.

## 국가대표 경력
2011년 12월 16일 폴란드와의 A매치 친선경기에서 데뷔하였다.